# Lutz-Peter Naumann
Lutz-Peter Naumann (* 10. Juli 1944 in Papitz bei Cottbus; † 5. November 1996 in Berlin) war ein deutscher Journalist. Er war vor seiner Ausbürgerung 1972 ein Jahr lang politischer Häftling in der DDR.

## Leben
Nach der Absolvierung der Polytechnischen Oberschule (1960) lernte Naumann den Beruf des Tierzüchters und arbeitete anschließend als Traktorist. Von 1963 bis zum 31. März 1966 gehörte er als Zeitsoldat dem Wachregiment „Feliks Dzierzynski“ des Ministeriums für Staatssicherheit an, nachdem er 1963 Mitglied der SED geworden war. Er wurde als Unterfeldwebel aus dem Wachregiment entlassen und erhielt das Bestenabzeichen der NVA. Nach einer erneuten Tätigkeit als Tierzüchter und einem Fernstudium an der Fachschule für Archivwesen wurde Naumann am 1. August 1968 Leiter des Filmarchivs Deutscher Fernsehfunk in Berlin-Adlershof. 1971 amtierte er als Verwaltungsleiter der 14. Leipziger Dokumentar- und Kurzfilmwoche.
Seine Leidenschaft galt seit dem Erwerb eines Tonbandgerätes im Jahre 1959 der Herstellung einer Vielzahl von Bandaufnahmen. Insgesamt bespielte er bis 1971 rund 450 Tonbänder, die er exakt katalogisierte. Zunächst nahm Naumann, der zeitlebens ein Fan von Elvis Presley war, überwiegend Musiksendungen auf. Seit Mitte der 1960er Jahre – insbesondere aber während des Prager Frühling kamen verstärkt politische Sendungen hinzu, in denen er DDR-Sendungen westlichen Rundfunkmeldungen gegenüberstellte, um objektive und umfassende Informationen zu erlangen. Dieses Tonbandarchiv wurde 1971 von der DDR-Staatssicherheit beschlagnahmt.
Naumann wurde am 3. Dezember 1971 verhaftet und zugleich aus der SED ausgeschlossen. In der Anklageschrift wurde Naumann die Herstellung einer Tonband-Collage vorgeworfen, in der er die Neujahrsansprache von Walter Ulbricht vom 31. Dezember 1964 mit „durch Einblendung von Schlagern sowie auch anderer Texte“ entstellt zu haben. Außerdem warf man ihm vor, unter Einbeziehung mehrerer Personen ein „Parteiverfahren“ als Stegreif-Spiel inszeniert und damit die Politik der SED „in grober Weise diskriminiert“ zu haben, Bandaufnahmen gegen den Einmarsch der Warschauer-Pakt Truppen in der CSSR 1968 angefertigt zu haben und Zusammenschnitte mit Liedern von Wolf Biermann angefertigt zu haben, die sich „gegen die gesellschaftlichen Verhältnisse in der DDR“ gerichtet hätten. Als strafverschärfend machte Bezirksstaatsanwalt Grützner geltend, dass Naumann seit 1964 regelmäßig Exemplare des Nachrichtenmagazins Der Spiegel von seiner Großmutter aus der Bundesrepublik Deutschland erhalten und in seinem Bekanntenkreis verbreitet hatte. Nach seiner Festnahme zunächst im Untersuchungsgefängnis des Ministeriums für Staatssicherheit in Potsdam inhaftiert, wurde Naumann am 19. Mai 1972 vom 1. Strafsenat des Bezirksgerichts Potsdam unter Vorsitz von Richter Skuppin wegen „staatsfeindlicher Hetze“ zu vier Jahren Gefängnis verurteilt. Zur Verbüßung dieser Strafe wurde Naumann in das Zuchthaus Brandenburg/Havel verlegt. Durch einen Staatsratsbeschluss der DDR vom 6. Oktober 1972 amnestiert durfte er nach der Aberkennung seiner DDR-Staatsbürgerschaft am 4. Dezember 1972 in die Bundesrepublik Deutschland ausreisen. Fortan lebte Naumann in West-Berlin.
Ab 1973 arbeitete Naumann als Redakteur beim Axel-Springer-Inlandsdienst (ASD). 1978 wirkte Naumann in West-Berlin an der Gründung eines gemeinnützigen Vereins „Fluchthilfe-Beratung“ mit. Im Springer-Verlag spezialisierte er sich in seiner Berichterstattung auf die DDR. Naumann schrieb vor allem über Fluchtversuche und politische Verfolgung. Intensiv befasste er sich im Sommer 1978 mit dem Fall des Wehrdienstverweigerers Nico Hübner, den er im Herbst 1979 unmittelbar nach dessen Haftentlassung in West-Berlin begrüßte. Im SED-Zentralorgan Neues Deutschland wurde Naumann am 21. Dezember 1979 daraufhin bezichtigt, Anschläge auf die Innerdeutsche Grenze unterstützt zu haben („Springer-Journalist unterstützt Anschläge auf DDR-Staatsgrenze“) – was Naumann als „gezielte Lüge“ zurückwies. In den 1970er und 1980er Jahren arbeitete Naumann eng mit dem Chef des Mauermuseums, Rainer Hildebrandt, der Internationalen Gesellschaft für Menschenrechte (IGfM) und dem ZDF-Magazin zusammen. Seit 1982 arbeitete Naumann als Redakteur der Berliner Morgenpost. Wegen einer schweren Erkrankung musste er diese Tätigkeit Ende 1995 beenden.

## Artikel
- Die dramatische Flucht zweier Freunde von Ost nach West: „Vor uns der Sumpf – hinter uns die Bluthunde“, in: Bild am Sonntag, 25. Juni 1978
- Der Entführer der LOT-Maschine bat höflich um Landung in Tempelhof, in: Berliner Morgenpost, 2. September 1978
- Brief an Honecker: „DDR ist nicht mein Vaterland, sondern eine Zwangsjacke“, in: Berliner Morgenpost, 14. Dezember 1978
- Appelle an Waldheim: Er soll sich für die Freilassung von Niko Hübner einsetzen, in: Berliner Morgenpost, 30. März 1979
- „In den letzten drei Jahren lebten wir nur in Angst“, in: Berliner Morgenpost, 10. April 1979
- Ostberliner Familie: „Die Kinder sollten keine Kadetten werden“. Fluchtversuch, Haft, Freikauf, Zusammenführung – der lange Weg in die Freiheit, in: Berliner Morgenpost, 6. September 1979
- Schicksal im geteilten Deutschland: Eltern waren Agenten, Sohn wurde Regimekritiker, in: Berliner Morgenpost, 13. September 1979
- Entlassener „DDR“-Häftling sucht im Westen seine Mutter, in: Berliner Morgenpost, 30. September 1979
- Sechs Fluchtversuche scheiterten. Weil er frei sein wollte: Eine Jugend hinter Gittern, in: Hamburger Abendblatt, 12. November 1979
- Flüchtling: SSD hat mein Berliner Protokoll. Staatsschutz untersucht möglichen Sicherheitsskandal, in: Berliner Morgenpost, 7. Dezember 1979
- Acht Jahre später im Westen, in: Berliner Morgenpost, 11. April 1980
- Vopos schossen ihn zum Krüppel: Der Mann, über den Millionen sprachen, ist endlich frei!, in: Bild (Berlin), 11. April 1980
- Ehemalige „DDR“-Häftlinge machten sich in Tegel ein Bild vom Strafvollzug im Westen: „Knast und Knast – da liegen Welten dazwischen“, in: Berliner Morgenpost, 31. Mai 1980
- Anwalt Vogel versichert: Ich bin kein SSD-Mitarbeiter, in: Berliner Morgenpost, 25. Juni 1980
- Wieder zu Haus! Die unglaubliche Geschichte des Erwin R., in: Berliner Morgenpost, 30. Juli 1980
- Westberliner kämpft seit 20 Jahren vergeblich um Wiedergutmachung, in: Berliner Morgenpost, 6. August 1980
- Innerdeutscher Gipfel in hermetisch abgeriegeltem Jagdschloss: Will die SED den Kanzler in der Uckermark verstecken? in: Berliner Morgenpost, 13. August 1980
- Fluchthelfer Richter: Ich holte sie rüber, sie weinten vor Glück, umarmten sich, in: Berliner Morgenpost, 7. Dezember 1980
- Auf dem Rastplatz griff der SSD zu – Von Bonn freigekauft. Flucht in Ballon gescheitert: Familie dennoch im Westen, in: Berliner Morgenpost, 10. Dezember 1980
- Mit Handschellen in der „Stasi-Airline“ – Ostberliner Staatssicherheitsdienst fesselt Gefangene auch während des Fluges, in: Berliner Morgenpost, 21. Dezember 1980
- Augenzeugen: „Sie schleppten ihn fort wie einen Mehlsack“, in: Berliner Morgenpost, 28. Dezember 1980
- Papier ist geduldig: Berlins Weltmeister der Cartoonisten Top Agent der Stasi? Generalbundesanwalt wirft Gero Hilliger den Verrat von 88 DDR-Flüchtlingen vor, in: Berliner Morgenpost, 21. August 1994